# Pintura de gènere

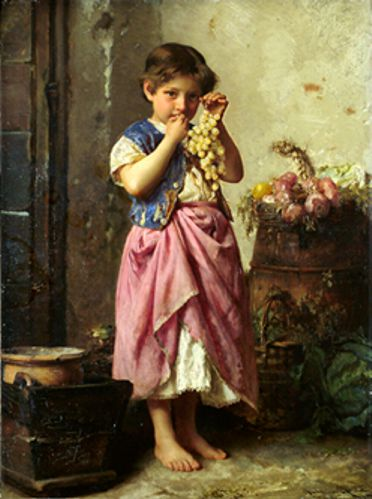
La nena i el raïm, oli sobre llenç, per l'italià Antonio Rotta

La pintura de gènere, també anomenada pintura costumista o pintura de costums, intenta descriure escenes quotidianes de la vida diària mitjançant el retrat de gent del carrer enfeinada en tasques ordinàries. Aquestes descripcions poden ser realistes, imaginades, o idealitzades per l'artista. Per la seva temàtica familiar i sentimental, les pintures de gènere sovint han resultat ser populars entre la burgesia o la classe mitjana. Es consolida com gènere pictòric als Països Baixos el segle xvii com a reivindicació nacionalista que glorifica la cultura holandesa davant l'ocupació espanyola.
Al segle xix a Itàlia recorda, en particular, dels més grans exponents de la pintura de gènere Antonio Rotta i Vincenzo Petrocelli.